# 미카미 조준
미카미 조준(일본어: 三上超順, みかみ ちょうじゅん)(1835년 ~ 1868년 12월 28일)은 에도 시대 말기, 메이지 시대의 마쓰마에번 홋케지(法華寺)의 승려이며, 마쓰마에 번 정의대(正義隊) 대장이었다.
하코다테 전쟁 때, 고료카쿠를 점령한 에노모토 다케아키, 히지카타 도시조 등의 구막부군이 마쓰마에성을 함락시키자, 마쓰마에번의 병사들은 다테 성으로 퇴각하였다. 구막부군은 이를 즉각 추격하여, 음력 11월 15일에 다테 성을 공격하기 시작했다. 당시 성 안에는 백 명도 채 안되는 수비병들이 남아서 항전하고 있었다. 교전 중 구막부군 지휘관 이나 세이치로(伊奈誠一郎) 등이 성문 밑으로 접근하여 문을 여는 데 성공하자 성 안의 수비병들이 전의를 잃고 퇴각하기 시작했다. 이때 정의대 대장이었던 조준은 한 손에는 칼, 한 손에는 도마를 방패 삼아 들고 아군이 도주할 시간을 벌기 위해 혼자서 구막부군에 저항했다. 그는 이나 세이치로를 살해하는 등 분전하였나, 결국 요코타 도요사부로(横田豊三郎), 호리 가쿠노스케(堀覚之助), 구로사와 마사스케(黒沢正介) 등에 의해 참살당했다. 그 호걸다움을 높이 산 구막부군이 그의 시신을 후하게 장사지냈다.